# Oncideres bella
Oncideres bella là một loài bọ cánh cứng trong họ Cerambycidae.